# آب‌بید (کهگیلویه)
آب‌بید (کهگیلویه)، روستایی از توابع بخش مرکزی شهرستان کهگیلویه در استان کهگیلویه و بویراحمد ایران است.روستایی زیبا وقشنگ با جاذبه های طبیعی گردشگری مناسب.که رودخونه ی مارون از کنار آن میگذردوباعث زیبایی هرچه تمام تر این روستا شده است.این روستا توسط علیخان پسر رمضان بنا نهاده شده.آببید زادگاه محمد یگانه کیش است.

## جمعیت
این روستا در دهستان طیبی گرمسیری جنوبی قرار دارد و براساس سرشماری مرکز آمار ایران در سال ۱۳۸۵، جمعیت آن ۷۳ نفر (۱۶خانوار) بوده‌است.